# Liljeblad
Liljeblad är ett svenskt efternamn.

## Personer med namnet
- Annica Liljeblad (född 1962), skådespelare
- Bertil Liljeblad (1920–2009), målare
- Fredrik Liljeblad (1833–1909), konstnär
- Greta Liljeblad-Lysén (1902–1988), förskollärare och målare
- Greta Weyde-Liljeblad (1908–1982), målare
- Gustaf Lillieblad (1651–1710), orientalist
- Gustaf Arvid Liljeblad (1891–1955), militär
- Ingeborg Liljeblad (1887–1942), finländsk operasångerska
- Johan Liljeblad (född 1963), entomolog
- Joni Liljeblad (född 1989), finländsk ishockeyspelare
- Josef Liljeblad (1872–1942), skolledare
- Lars Liljeblad (född 1959), fotbollsspelare
- Martin Liljeblad (1877–1951), präst och författare
- Petter Liljeblad, politiker och tjänsteman
- Ragnar Liljeblad (1885–1967), elektroingenjör
- Samuel Liljeblad (1761–1815), botaniker
- Sven Liljeblad (1899–2000), etnolog